# Lao
Lao là bệnh truyền nhiễm qua đường hô hấp  thường do vi khuẩn Mycobacterium tuberculosis gây ra. Bệnh chủ yếu tác động đến phổi nhưng cũng có thể đến những bộ phận khác của cơ thể. Đa số trường hợp mắc lao không biểu hiện triệu chứng, gọi là lao tiềm ẩn. Khoảng 10% ca lao tiềm ẩn tiến triển thành lao hoạt tính mà nếu không chữa trị sẽ khiến khoảng một nửa số bệnh nhân tử vong. Triệu chứng điển hình của lao hoạt tính là ho dai dẳng kèm dịch nhầy chứa máu, sốt, đổ mồ hôi đêm, sụt cân. Nếu các cơ quan khác bị nhiễm khuẩn thì triệu chứng sẽ đa dạng hơn.
Lao lây truyền từ người sang người qua không khí khi người bệnh lao hoạt tính ho, khạc nhổ, nói, hay hắt hơi. Người mang lao tiềm ẩn không làm bệnh lây lan. Lao hoạt tính thường xảy ra hơn ở người hút thuốc và mắc HIV/AIDS. Cách thức chẩn đoán lao hoạt tính là X quang ngực, cấy dịch cơ thể và khám nghiệm vi mô. Xét nghiệm Mantoux hay xét nghiệm máu giúp chẩn đoán lao tiềm ẩn.
Cách thức phòng bệnh bao gồm tầm soát đối với người nguy cơ cao, phát hiện và điều trị sớm, chủng ngừa bằng vắc-xin BCG (Bacillus Calmette-Guérin). Người nguy cơ cao là người ở chung nhà, nơi làm việc, và tiếp xúc xã hội với bệnh nhân lao hoạt tính. Chữa trị đòi hỏi sử dụng nhiều loại kháng sinh trong thời gian dài. Tình trạng kháng kháng sinh đang ngày một trở nên đáng lo ngại với tỷ lệ lao đa kháng và lao siêu kháng tăng.
Vào năm 2018 khoảng một phần tư dân số thế giới được cho là mắc lao tiềm ẩn. Mỗi năm có thêm khoảng 1% dân số mắc bệnh. Trong năm 2018 có hơn 10 triệu người bị lao hoạt tính trong đó 1,5 triệu người tử vong, con số khiến lao là bệnh truyền nhiễm gây tử vong hàng đầu. Căn bệnh xuất hiện chủ yếu ở Đông Nam Á (44%), châu Phi (24%), Tây Thái Bình Dương (18%) với hơn 50% ca được chẩn đoán ở tám quốc gia là Ấn Độ (27%), Trung Quốc (9%), Indonesia (8%), Philippines (6%), Pakistan (6%), Nigeria (4%), và Bangladesh (4%). Số ca mắc mới mỗi năm đã giảm kể từ năm 2000. Khoảng 80% dân số ở nhiều nước châu Á, châu Phi xét nghiệm tuberculin dương tính còn với người dân Hoa Kỳ chỉ là 5–10%. Bệnh lao đã có ở người từ thời cổ đại.

## Dấu hiệu và triệu chứng
Bệnh lao có thể tác động đến bất kỳ bộ phận nào của cơ thể nhưng phổ biến nhất là phổi (gọi là lao phổi). Lao ngoài phổi xảy ra khi bệnh phát triển ở bên ngoài phổi, dù vậy hai dạng có thể tồn tại đồng thời.
Dấu hiệu và triệu chứng tổng quan gồm có sốt, ớn lạnh, đổ mồ hôi đêm, chán ăn, sụt cân, và mệt mỏi. Ngoài ra còn có thể xuất hiện ngón tay dùi trống rõ rệt.

### Phổi
Nếu nhiễm khuẩn lao ở trạng thái hoạt động thì phổi là cơ quan hay bị tác động nhất (khoảng 90% ca). Triệu chứng gồm có đau ngực và ho ra đờm kéo dài. Khoảng 25% bệnh nhân không biểu hiện triệu chứng. Đôi khi người bệnh có thể ho ra máu với lượng nhỏ và trong rất ít trường hợp xảy ra vỡ động mạch phổi hay phình mạch Rasmussen dẫn đến chảy máu ồ ạt. Lao có thể trở thành bệnh mãn tính và gây sẹo khắp những thùy phổi trên. Những thùy dưới ít bị tác động thường xuyên hơn. Không rõ tại sao có sự khác biệt này, có thể do ở phần phổi trên dẫn khí tốt hơn hoặc dẫn lưu bạch huyết kém hơn.

### Ngoài phổi
Ở 15–20% ca hoạt tính, nhiễm khuẩn lan ra ngoài phổi gây nên những dạng lao khác. Chúng được gọi chung là "lao ngoài phổi". Lao ngoài phổi xảy ra phổ biến hơn ở người có hệ miễn dịch suy yếu và trẻ em. Hơn một nửa số ca nhiễm HIV xuất hiện tình trạng này. Các địa điểm nhiểm khuẩn ngoài phổi đáng chú ý là màng phổi (viêm màng phổi do lao), hệ thần kinh trung ương (viêm màng não do lao), hệ bạch huyết (lao hạch cổ), hệ niệu sinh dục (lao niệu sinh dục), xương và khớp (lao cột sống). Lao kê là một dạng lao có tiềm năng lan rộng và nghiêm trọng hơn, hiện chiếm khoảng 10% trường hợp lao ngoài phổi.

## Tác nhân

### Vi khuẩn lao

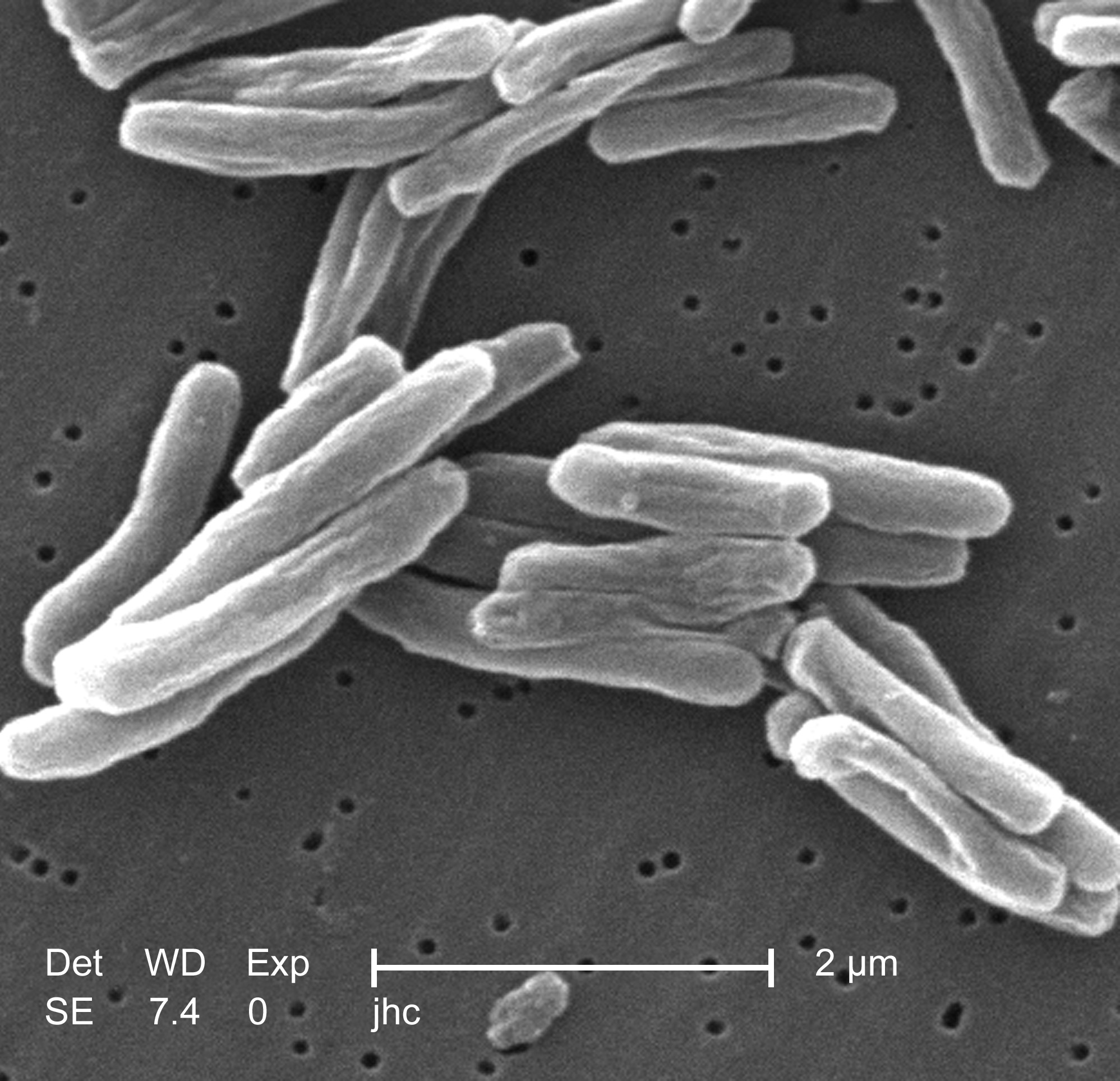
M. tuberculosis trên ảnh hiển vi điện tử quét

Tác nhân chủ yếu gây bệnh lao là Mycobacterium tuberculosis, một trực khuẩn nhỏ không động, hiếu khí. Việc sở hữu hàm lượng lipid cao lý giải cho nhiều đặc điểm lâm sàng độc nhất của chúng. Vi khuẩn này phân chia cứ 16 đến 20 giờ một lần, một tốc độ cực kỳ chậm so với những vi khuẩn khác thường phân chia trong chưa đến một tiếng. Mycobacterium có một màng ngoài hai lớp lipid. Nếu tiến hành nhuộm Gram thì M. tuberculosis hoặc "Gram dương" rất yếu hoặc không lưu giữ thuốc nhuộm do hàm lượng mycolic acid và lipid cao của thành tế bào. M. tuberculosis có thể chống chịu các chất tẩy uế yếu và sống sót trong môi trường khô vài tuần. Ngoài tự nhiên, M. tuberculosis chỉ có thể sinh trưởng trong tế bào của sinh vật chủ nhưng chúng có thể được nuôi trong phòng thí nghiệm.
Các nhà khoa học có thể nhận diện vi khuẩn lao dưới kính hiển vi nhờ tiến hành nhuộm các mẫu đờm dãi của người bệnh. Vì M. tuberculosis lưu lại những chất nhuộm nhất định kể cả sau khi được xử lý bằng dung dịch acid nên nó được xếp vào loại trực khuẩn kháng acid. Kỹ thuật nhuộm kháng acid phổ biến nhất là nhuộm Ziehl–Neelsen và nhuộm Kinyoun khiến trực khuẩn có màu đỏ sáng nổi bật trên nền xanh. Nhuộm auramine-rhodamine và soi hiển vi huỳnh quang cũng được áp dụng.
Tổ hợp M. tuberculosis bao gồm bốn chủng Mycobacterium gây lao khác nhau: M. bovis, M. africanum, M. canetti, và M. microti. M. africanum không phổ biến nhưng là tác nhân gây lao đáng kể ở những vùng châu Phi. M. bovis từng là nguyên nhân phổ biến nhưng đã bị diệt trừ gần như hoàn toàn từ khi sữa thanh trùng xuất hiện và không còn là vấn đề ở các nước phát triển. M. canetti hiếm thấy và dường như hạn chế ở Sừng châu Phi, dù vậy đã quan sát thấy một vài ca ở những người châu Phi di cư. M. microti cũng không phổ biến và gần như chỉ thấy ở người bị suy giảm miễn dịch, dù vậy độ thịnh hành của nó có thể bị đánh giá thấp đáng kể.
Còn những Mycobacterium gây bệnh khác được biết là M. leprae, M. avium, và M. kansasii. M. avium và M. kansasii thuộc nhóm Mycobacterium không điển hình. Loại này không gây lao hay phong mà gây những bệnh phổi khác tương tự lao.

### Lây truyền
Khi người bệnh lao hoạt tính ho, hắt hơi, nói, hát, hay khạc nhổ, họ bắn ra những giọt nước bọt nhỏ (aerosol) có đường kính 0,5 đến 5,0 µm chứa mầm bệnh. Một lần hắt hơi có thể bắn ra tới 40.000 giọt. Chỉ một giọt cũng có thể truyền bệnh bởi số lượng vi khuẩn cần để sinh bệnh là rất ít (dưới 10 vi khuẩn).
Người tiếp xúc gần, thường xuyên, thời gian dài với người bị lao có nguy cơ nhiễm bệnh rất cao với tỷ lệ lây nhiễm ước tính 22%. Một người mắc lao hoạt tính không chữa trị có thể lây cho 10 đến 15 người (hoặc hơn) trong một năm. Sự lây nhiễm chỉ xảy ra từ người mắc lao hoạt tính, người mang lao tiềm ẩn không được xem là nguồn lây. Xác suất lây truyền từ người này sang người khác phụ thuộc vào một số yếu tố bao gồm: số giọt bắn mà người bệnh phát ra, độ thông thoáng của môi trường, thời gian tiếp xúc, độc lực của chủng M. tuberculosis, năng lực miễn dịch của người không bị bệnh, và những yếu tố khác.
Chuỗi lây truyền người sang người có thể ngăn chặn bằng biện pháp cách ly người bệnh lao hoạt tính và điều trị bằng thuốc kháng lao. Sau khoảng hai tuần điều trị hiệu quả thì nhìn chung đối tượng mang vi khuẩn không kháng thuốc sẽ không thể lây bệnh cho người khác. Một người mới nhiễm vi khuẩn lao thường phải sau 3 đến 4 tuần mới có thể lây nhiễm cho người khác.

### Yếu tố làm tăng nguy cơ

#### Bệnh hoạt tính
Yếu tố nguy cơ làm tăng khả năng mắc bệnh lao hàng đầu trên toàn cầu là HIV, 13% bệnh nhân lao nhiễm HIV. Vấn đề này nghiêm trọng ở châu Phi hạ Sahara nơi có tỷ lệ nhiễm HIV cao. 30% người đồng nhiễm lao và HIV bệnh phát triển thành thể hoạt tính, trong khi tỷ lệ này ở người không nhiễm HIV là 5–10%.
Sử dụng những thuốc nhất định như corticosteroid và infliximab là một yếu tố nguy cơ quan trọng khác, đặc biệt ở các nước phát triển.
Yếu tố nguy cơ khác bao gồm: nghiện rượu, hút thuốc lá (nguy cơ tăng gấp đôi), tiểu đường (nguy cơ tăng gấp ba), bụi phổi silic (nguy cơ tăng gấp 30 lần), ô nhiễm không khí trong nhà, suy dinh dưỡng, nhỏ tuổi, mới mắc lao gần đây, sử dụng ma túy, bệnh thận nặng, nhẹ cân, cấy ghép nội tạng, ung thư đầu cổ, và nhạy cảm gen.

#### Nhiễm khuẩn
Nguy cơ nhiễm khuẩn lao gia tăng ở những người hút thuốc lá và trẻ em.

## Bệnh sinh

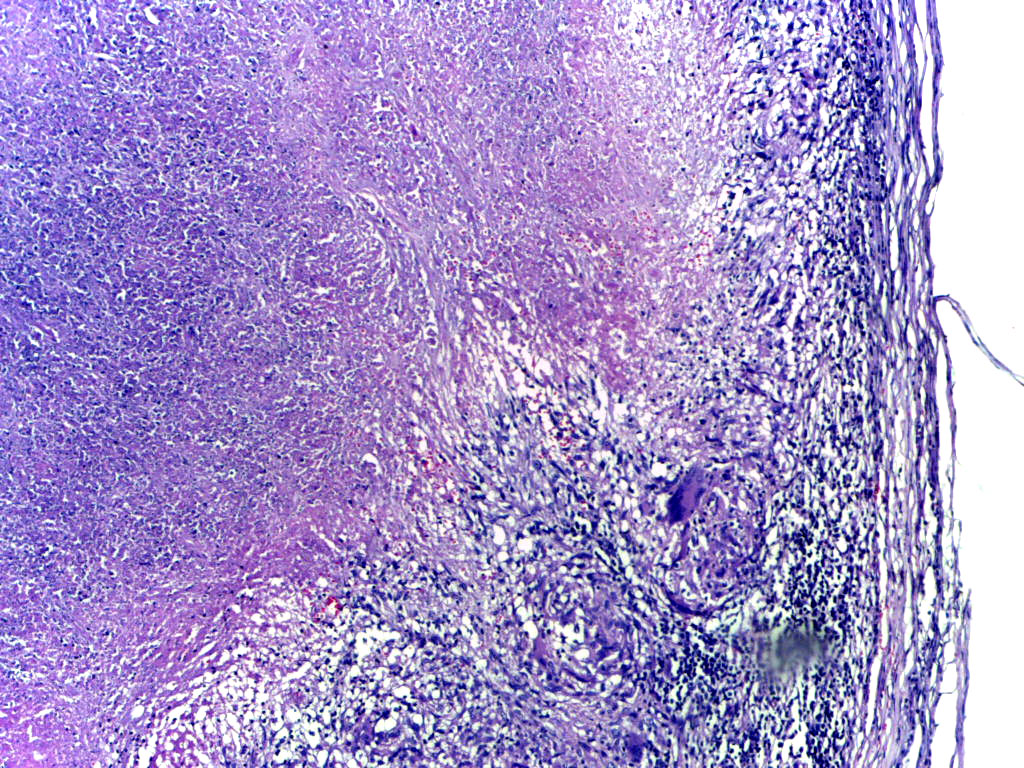
Viêm mào tinh hoàn do lao, nhuộm H&E

Khoảng 90% người nhiễm M. tuberculosis không có triệu chứng hay gọi là mắc lao tiềm ẩn và khả năng bệnh tiến triển đến dạng hoạt tính chỉ là 10% trong suốt cuộc đời. Ở người nhiễm HIV nguy cơ xuất hiện lao hoạt tính tăng gần 10% một năm. Nếu không được điều trị hiệu quả, tỷ lệ tử vong ở những ca hoạt tính lên tới 66%.
Nhiễm khuẩn lao bắt đầu khi vi khuẩn đến túi khí phế nang của phổi, tại đó chúng xâm nhập và sinh sôi trong thể nội bào của đại thực bào phế nang. Đại thực bào xác định vi khuẩn là ngoại xâm và cố gắng tiêu diệt chúng thông qua sự thực bào. Trong quá trình này, vi khuẩn bị đại thực bào bao bọc và nhốt tạm thời trong một túi có màng bao gọi là thể thực bào. Tiếp đó thể thực bào kết hợp với tiêu thể tạo ra thực bào-tiêu thể (hay nội tiêu thể). Trong nội tiêu thể, tế bào nỗ lực sử dụng những dạng oxy phản ứng và acid để giết vi khuẩn. Tuy nhiên, M. tuberculosis có một bao mycolic acid dày, sáp bảo vệ nó khỏi những độc chất mà tế bào sản sinh. M. tuberculosis có thể sinh sôi bên trong đại thực bào và cuối cùng tiêu diệt đại thực bào.
Vị trí nhiễm khuẩn đầu tiên ở phổi gọi là tụ điểm Ghon nhìn chung nằm ở phần trên của thùy dưới hoặc phần dưới của thùy trên. Lao phổi còn có thể xảy ra do nhiễm trùng từ dòng máu tại vị trí được gọi là tụ điểm Simon thường thấy ở đỉnh phổi. Thông qua đường máu vi khuẩn còn có thể lan đến những địa điểm xa hơn như hạch ngoại vi, thận, não, và xương. Căn bệnh có thể tác động đến mọi bộ phận của cơ thể, dù vậy nó hiếm khi ảnh hưởng đến tim, cơ xương, tụy, hay giáp.

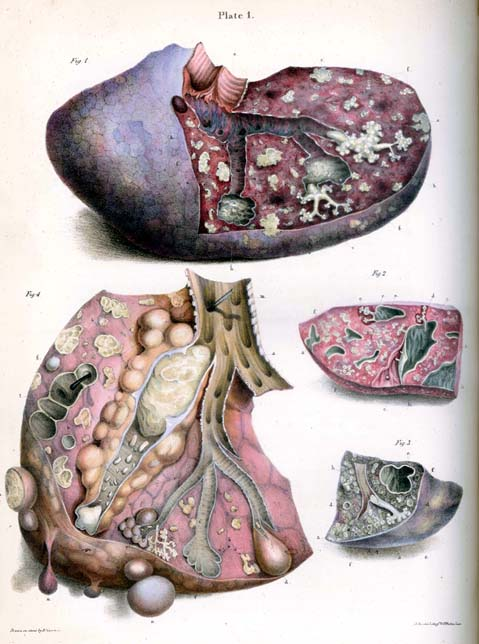
Tranh minh họa các nốt lao (màu trắng) của Robert Carswell

Lao được xếp vào nhóm các bệnh viêm u hạt. Đại thực bào, tế bào dạng biểu mô, tế bào T, tế bào B, và nguyên bào sợi tập hợp hình thành nên u hạt với bạch huyết bào bao quanh đại thực bào bị nhiễm. Khi những đại thực bào khác tấn công đại thực bào bị nhiễm, chúng hợp nhất thành một tế bào đa nhân khổng lồ trong khoang phế nang. U hạt có thể ngăn vi khuẩn phát tán và tạo môi trường cục bộ cho các tế bào của hệ miễn dịch tương tác. Tuy nhiên, chứng cứ gần đây hơn gợi ý vi khuẩn lợi dụng u hạt để tránh né bị hệ miễn dịch của vật chủ tiêu diệt. Đại thực bào và tế bào tua trong u hạt không thể trình diện kháng nguyên đến bạch huyết bào nên phản ứng miễn dịch bị kìm hãm. Vi khuẩn bên trong u hạt có thể trở nên bất hoạt dẫn đến nhiễm khuẩn tiềm ẩn. Một đặc điểm khác của u hạt là hoại tử phát triển ở tâm của nốt lao. Nhìn bằng mắt thường nó trông như phô mai trắng mềm và được gọi là hoại tử phô mai.
Nếu vi khuẩn lao xâm nhập dòng máu từ một vùng mô bị nhiễm khuẩn thì chúng có thể lan ra khắp cơ thể và tạo ra nhiều tụ điểm nhiễm khuẩn có dạng nốt trắng nhỏ ở mô. Dạng lao nghiêm trọng này được gọi là lao kê phổ biến nhất ở trẻ em và người nhiễm HIV. Tỷ lệ tử vong đối với lao dạng lan tỏa này là cao kể cả có chữa trị (khoảng 30%).
Ở nhiều người, tình trạng nhiễm khuẩn lúc nặng lên lúc thuyên giảm. Hoại tử và sự hủy hoại mô thường được cân bằng bởi chữa lành và xơ hóa. Thế chỗ mô bị tác động là sẹo và các khoang chứa đầy vật chất hoại tử màu trắng giống như phô mai. Trong thời gian bệnh phát tác (lao hoạt tính), một số khoang này nhập vào đường khí và vật chất có thể được ho ra. Vật chất chứa vi khuẩn sống nên có thể làm lây bệnh. Chữa trị bằng kháng sinh phù hợp giúp diệt vi khuẩn tạo điều kiện cho sự phục hồi diễn ra. Khi ấy những vùng bị tác động cuối cùng sẽ được mô sẹo thay thế.

## Ngăn ngừa
Các nỗ lực ngăn ngừa và kiểm soát bệnh lao chủ yếu dựa trên việc tiêm phòng cho trẻ sơ sinh cũng như phát hiện và điều trị bệnh nhân lao hoạt tính. Tổ chức Y tế Thế giới (WHO) đã đã đạt được những thành công nhất định trong việc cải thiện phác đồ điều trị cũng như làm giảm số ca bệnh.

### Vắc-xin
Tính đến  năm 2011, chỉ có một vắc-xin phòng lao duy nhất là Bacillus Calmette-Guérin (BCG). Ở trẻ em, vắc xin này làm giảm 20% nguy cơ nhiễm bệnh và gần 60% nguy cơ lao tiềm ẩn tiến triển thành lao hoạt tính.
BCG là vắc-xin được sử dụng rộng rãi nhất trên thế giới; 90% tất cả trẻ em đã được tiêm vắc-xin này. Khả năng miễn dịch mà vắc-xin mang lại giảm đi sau khoảng 10 năm. Ở Canada, Tây Âu và Hoa Kỳ, lao không phải là một bệnh phổ biến nên chỉ những người có nguy cơ mắc bệnh cao mới được tiêm vắc-xin BCG. Một trong những lý do cho việc hạn chế sử dụng vắc-xin này là nó khiến xét nghiệm Mantoux cho kết quả dương tính giả và làm giảm tác dụng của xét nghiệm này trong việc tầm soát lao. Một số vắc-xin khác đang được phát triển.
Việc kết hợp vắc-xin BCG với vắc-xin MVA85A không có hiệu quả trong việc phòng bệnh lao.

### Y tế công cộng
Trong thế kỷ 19, các chiến dịch y tế công cộng tập trung vào việc giảm thiểu tụ tập đông người và khạc nhổ nơi công cộng cũng như khuyến khích vệ sinh cá nhân thường xuyên (trong đó có rửa tay) đã được triển khai và giúp làm giảm đáng kể sự lây lan của lao nói riêng và các bệnh lây truyền qua không khí nói chung. Nhờ đó, lao đã không còn là một vấn đề y tế công cộng lớn ở hầu hết các nền kinh tế phát triển vào cuối thế kỷ 20. Các yếu tố nguy cơ khác khiến bệnh lao lan rộng, chẳng hạn như suy dinh dưỡng, cũng đã được giảm thiểu. Tuy nhiên, sự xuất hiện của HIV đã hình thành nên một nhóm đối tượng bị suy giảm miễn dịch dễ dàng bị nhiễm lao.
Năm 1993, Tổ chức Y tế Thế giới (WHO) tuyên bố lao là một "tình trạng y tế khẩn cấp toàn cầu". Năm 2006, tổ chức Stop TB Partnership xây dựng Kế hoạch Ngăn chặn Lao Toàn cầu với mục tiêu cứu được 14 triệu mạng sống từ khi kế hoạch này khởi động đên năm 2015. Tuy nhiên, đến năm 2015, kế hoạch này đã không đạt được một số mục tiêu đặt ra, chủ yếu do sự gia tăng các ca lao liên quan đến HIV và sự xuất hiện của chủng lao kháng nhiều loại thuốc. Các chương trình y tế công cộng chủ yếu sử dụng hệ thống phân loại lao do Hiệp hội Lồng ngực Hoa Kỳ phát triển.
Chưa rõ việc sử dụng thuốc trị lao ở người mắc lao kháng nhiều loại thuốc mang lại lợi ích cũng như nguy cơ gì. Việc cung cấp liệu pháp HAART cho bệnh nhân lao dương tính với HIV làm giảm đáng kể (tới 90%) nguy cơ lao tiềm ẩn tiến triển thành lao hoạt tính cũng như hạn chế bệnh phát tán trong cộng đồng những người mang HIV.

## Điều trị

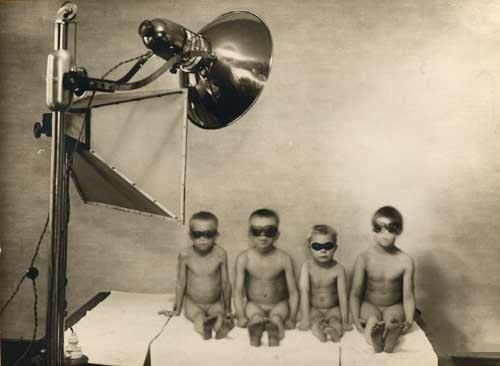
Điều trị lao vào ngày 3 tháng 3 năm 1934 ở Kuopio, Phần Lan

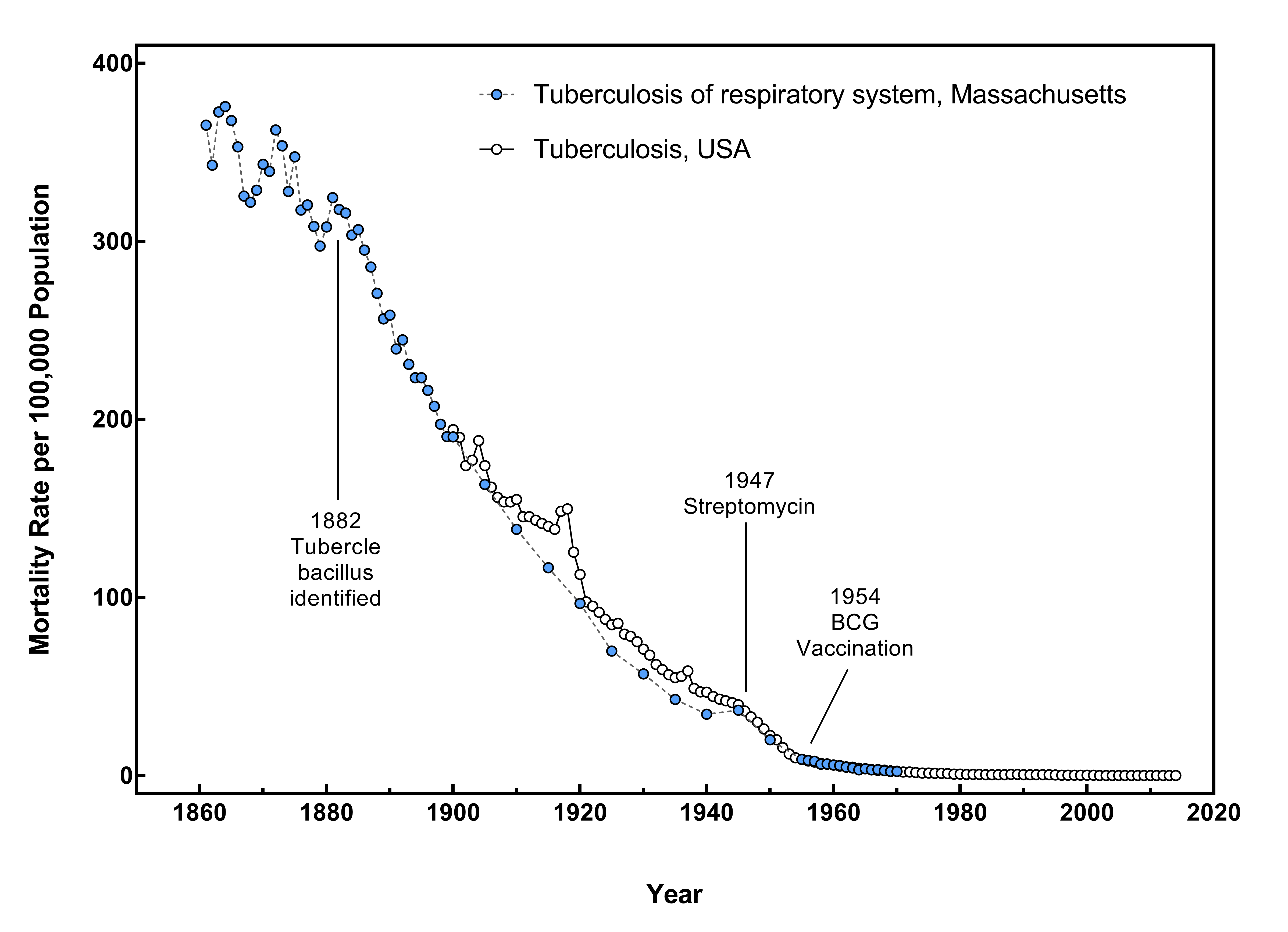
Tỷ lệ tử vong do bệnh lao ở Hoa Kỳ từ năm 1861 đến năm 2014.

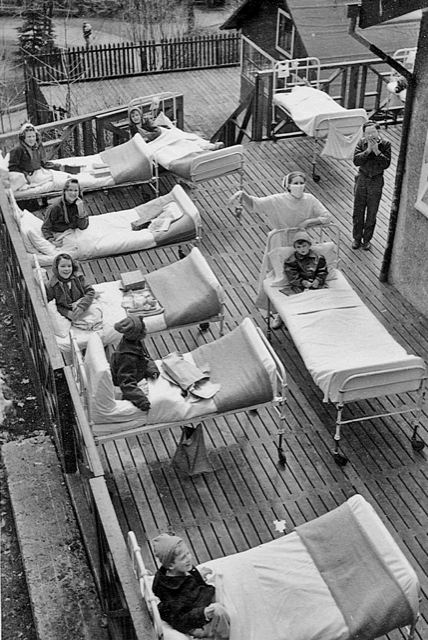
Y tá chuyên khoa tại 'Trường không khí trong lành' 18 giường dành cho trẻ em mắc bệnh lao. Bệnh viện Hoàng gia Victoria, Montreal. Năm 1939.

Lao được điều trị bằng cách sử dụng kháng sinh để tiêu diệt vi khuẩn. Việc điều trị lao thường khó hiệu quả bởi cấu trúc và thành phần hóa học bất thường của vách tế bào vi khuẩn gây lao khiến thuốc khó xâm nhập và làm cho nhiều loại kháng sinh không có hiệu quả.
Bệnh lao hoạt tính được điều trị bằng cách sử dụng kết hợp một số loại kháng sinh nhằm giảm nguy cơ vi khuẩn gây bệnh trở nên kháng thuốc. Chưa rõ việc sử dụng rifabutin thay cho rifampicin ở bệnh nhân lao dương tính với HIV có mang lại lợi ích gì hay không (tính đến  năm 2007).

### Lao tiềm ẩn
Lao tiềm ẩn được điều trị bằng một trong hai loại thuốc isoniazid và rifampin, hoặc kết hợp isoniazid với một trong hai loại thuốc rifampicin và rifapentine.
Phác đồ điều trị có thể kéo dài từ 3 đến 9 tháng tùy theo loại thuốc được chỉ định. Việc điều trị lao tiềm ẩn có mục đích ngăn bệnh không tiến triển thành lao hoạt tính trong tương lai.
Giáo dục nhận thức hoặc tư vấn tâm lý có thể cải thiện tỷ lệ hoàn thành việc điều trị lao tiềm ẩn.

### Lao hoạt tính vừa khởi phát
Phác đồ điều trị đối với bệnh lao hoạt tính vừa khởi phát, tính đến  năm 2010, kéo dài 6 tháng, trong đó bệnh nhân sử dụng kết hợp thuốc kháng sinh chứa rifampicin, isoniazid, pyrazinamide và ethambutol trong 2 tháng đầu tiên, và chỉ sử dụng rifampicin và isoniazid trong 4 tháng còn lại. Nếu bệnh nhân kháng thuốc với isoniazid, có thể thay thế bằng ethambutol trong giai đoạn thứ hai. Việc sử dụng thuốc trị lao trong thời gian ít nhất 6 tháng có tỷ lệ chữa khỏi cao hơn việc điều trị trong thời gian ít hơn 6 tháng; mặc dù sự khác biệt này không quá lớn. Các bệnh nhân gặp vấn đề trong việc tuân thủ điều trị có thể cần được chỉ định phác đồ ngắn hơn. Cũng không có bằng chứng nào cho thấy phác đồ điều trị ngắn có hiệu quả hơn phác đồ điều trị 6 tháng.

### Lao tái phát
Nếu bệnh tái phát, cần xét nghiệm để xác định vi khuẩn lao nhạy cảm với loại kháng sinh nào trước khi quyết định cách điều trị. Trong trường hợp phát hiện lao kháng nhiều loại thuốc (tiếng Anh: multiple drug-resistant tuberculosis, hay MDR-TB), người bệnh sẽ cần sử dụng ít nhất 4 loại kháng sinh có hiệu quả trong thời gian từ 18 đến 24 tháng.

### Lao kháng thuốc
Bệnh nhân lao có thể gặp phải tình trạng kháng thuốc sơ cấp khi nhiễm chủng lao kháng thuốc, hoặc kháng thuốc thứ cấp khi nhiễm chủng lao không kháng thuốc nhưng lại hình thành sự kháng thuốc khi điều trị do phác đồ điều trị không đủ hiệu quả, không tuân thủ phác đồ điều trị hoặc sử dụng thuốc kém chất lượng. Khả năng kháng thuốc của vi khuẩn lao là một vấn đề y tế công cộng nghiêm trọng ở nhiều quốc gia đang phát triển, bởi bệnh nhân kháng thuốc cần được điều trị lâu hơn và dùng các loại thuốc đắt tiền hơn. Nếu người bệnh mắc loại vi khuẩn lao kháng hai loại thuốc điều trị được ưu tiên sử dụng hàng đầu là rifampicin và isoniazid, họ được xem là mắc lao kháng nhiều loại thuốc hay MDR-TB. Nếu người bệnh cũng kháng từ ba trong sáu loại thuốc được ưu tiên điều trị thứ hai trở lên thì được xem là mắc lao kháng thuốc diện rộng (tiếng Anh: extensively resistant tuberculosis, hay XDR-TB). Trường hợp đầu tiên kháng tất cả các loại thuốc đang được sử dụng được ghi nhận vào năm 2003 ở Ý, nhưng đến năm 2012 mới được công bố rộng rãi. Các trường hợp khác cũng đã được ghi nhận ở Iran và Ấn Độ. Bedaquiline đã bước đầu cho thấy hiệu quả trong việc điều trị lao kháng nhiều loại thuốc.
Cứ 10 ca MDR-TB thì có một ca XDR-TB. Các ca XDR-TB đã được ghi nhận ở hơn 90% tất cả các quốc gia trên thế giới. Việc sử dụng linezolid để điều trị XDR-TB có thể mang lại hiệu quả nhất định nhưng thường gây ra tác dụng phụ và khi đó người bệnh thường phải ngưng dùng thuốc.

## Tiên lượng
Lao tiềm ẩn tiến triển thành lao hoạt tính khi vi khuẩn lao vượt qua được hàng rào bảo vệ của hệ miễn dịch và bắt đầu sinh sôi. Điều này xảy ra không lâu sau khi người bệnh nhiễm vi khuẩn đối với các ca lao sơ cấp (chiếm từ 1–5% tổng số ca bệnh lao). Tuy nhiên, trong hầu hết trường hợp, lao tiềm ẩn không thể hiện triệu chứng rõ rệt nào, và chỉ 5–10% số ca bệnh lao tiềm ẩn tiến triển thành lao hoạt tính, thường là nhiều năm sau khi người bệnh bị nhiễm vi khuẩn.
Nguy cơ bệnh tái phát sẽ cao hơn ở người bệnh bị ức chế miễn dịch, chẳng hạn như do bị mắc HIV. Khi người bệnh đồng thời nhiễm M. tuberculosis và HIV, nguy cơ lao tái phát tăng lên 10% mỗi năm. Nghiên cứu được thực hiện trên các chủng M. tuberculosis khác nhau bằng cách lập hồ sơ DNA cho thấy việc tái nhiễm vi khuẩn lao có tác động lớn hơn đến khả năng bệnh tái phát so với những hiểu biết trước đó. Theo một số ước tính, ở các khu vực mà lao là một bệnh phổ biến, điều này có thể chiếm hơn 50% số ca lao tái phát. Nguy cơ tử vong do lao rơi vào khoảng 4% tính đến  năm 2008, so với con số 8% vào năm 1995.
Ở bệnh nhân lao không dương tính với HIV, nếu không được điều trị, 50-60% sẽ tử vong còn 20-25% tự khỏi bệnh sau 5 năm. Ở bệnh nhân dương tính với HIV, lao gần như chắc chắn sẽ gây tử vong và nguy cơ tử vong vẫn cao ngay cả khi người bệnh được điều trị HIV bằng thuốc kháng retrovirus.

## Lịch sử

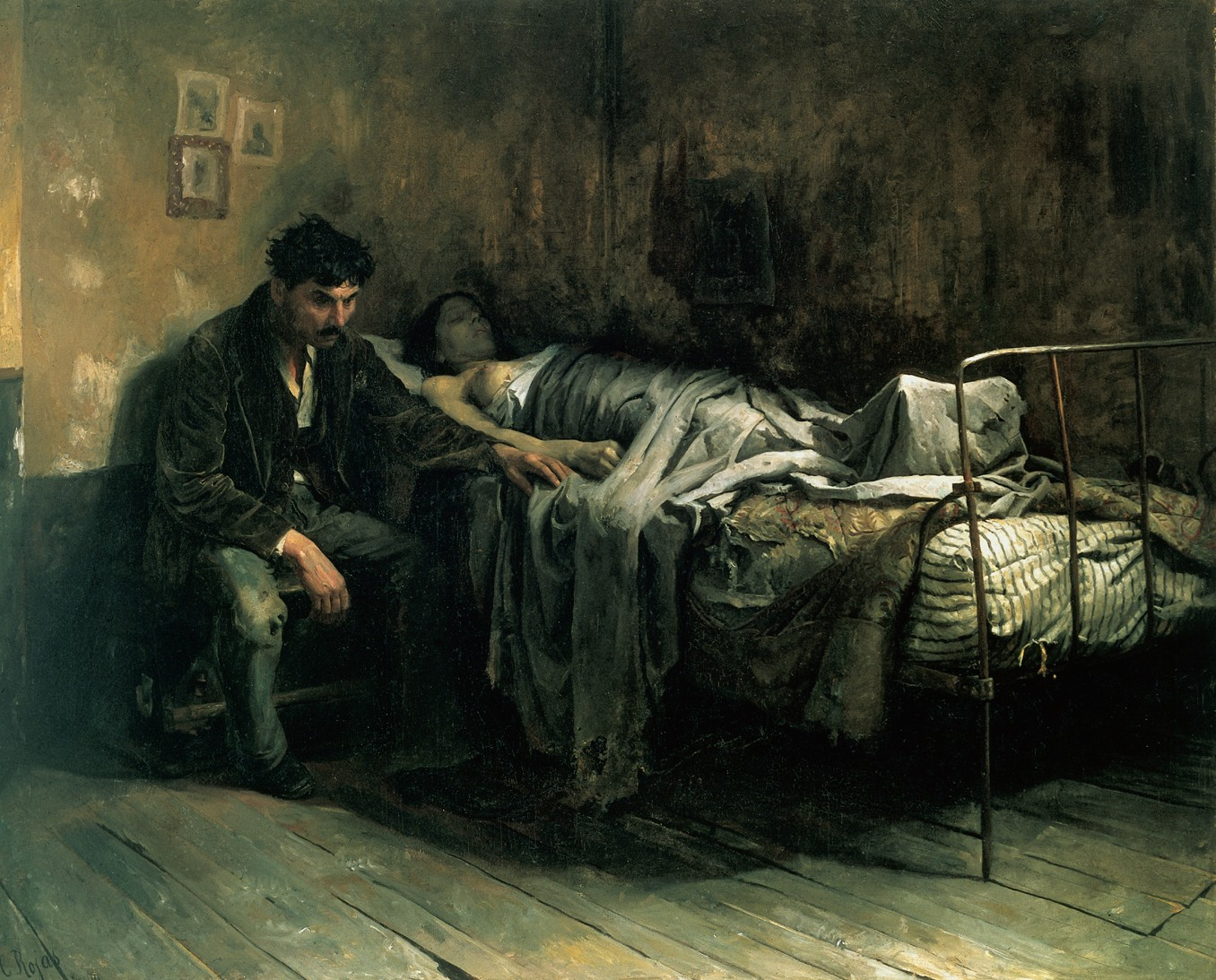
Bức tranh La Miseria của Cristóbal Rojas (1886). Rojas cũng đang mắc bệnh lao khi vẽ bức tranh này. Bức tranh thể hiện tác động của bệnh lao lên người bệnh và gia đình họ trong bối cảnh thế kỷ 19.

Trong suốt lịch sử, bệnh lao đã được biết đến với nhiều tên gọi khác nhau như "bệnh phthisis" và "bệnh dịch hạch trắng". Người ta thường chấp nhận rằng tác nhân gây bệnh, vi khuẩn Mycobacterium tuberculosis có nguồn gốc từ các vi khuẩn nguyên thủy khác thuộc cùng một chi Mycobacterium. Năm 2014, kết quả của một nghiên cứu DNA mới về bộ gen bệnh lao được tái tạo lại từ hài cốt ở miền nam Peru cho thấy rằng bệnh lao xuất hiện ở người dưới 6.000 năm trước. Ngay cả khi các nhà nghiên cứu đưa ra giả thuyết rằng con người mắc bệnh này lần đầu tiên ở châu Phi khoảng 5.000 năm trước, vẫn có bằng chứng cho thấy ca nhiễm bệnh lao đầu tiên đã xảy ra cách đây khoảng 9.000 năm. Nó lây lan sang người khác dọc theo các con đường thương mại. Nó cũng lây lan sang các động vật được thuần hóa ở châu Phi, chẳng hạn như dê và bò. Hải cẩu và sư tử biển sinh sản trên các bãi biển châu Phi được cho là đã mắc bệnh và mang nó qua Đại Tây Dương đến Nam Mỹ. Những người thợ săn hải cẩu sẽ là những người đầu tiên mắc bệnh ở đó.

### Thời cổ đại

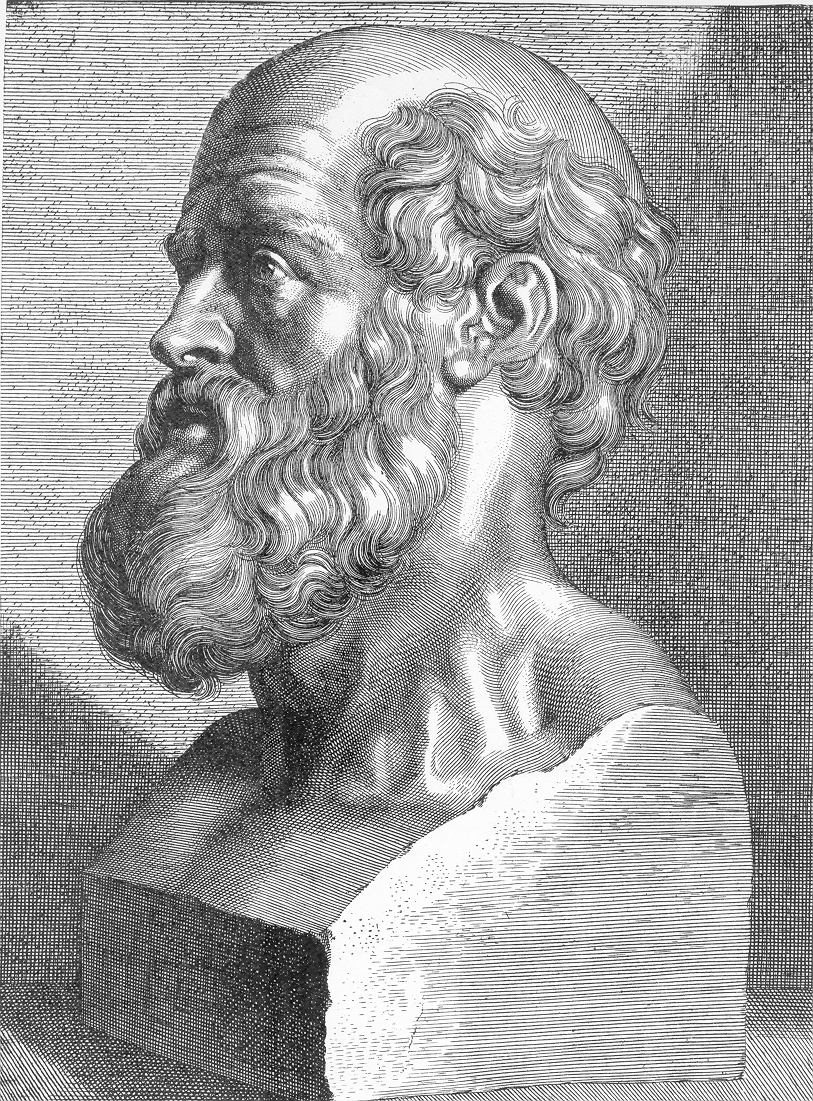
Hippocrates.

#### Gia ân hoàng gia

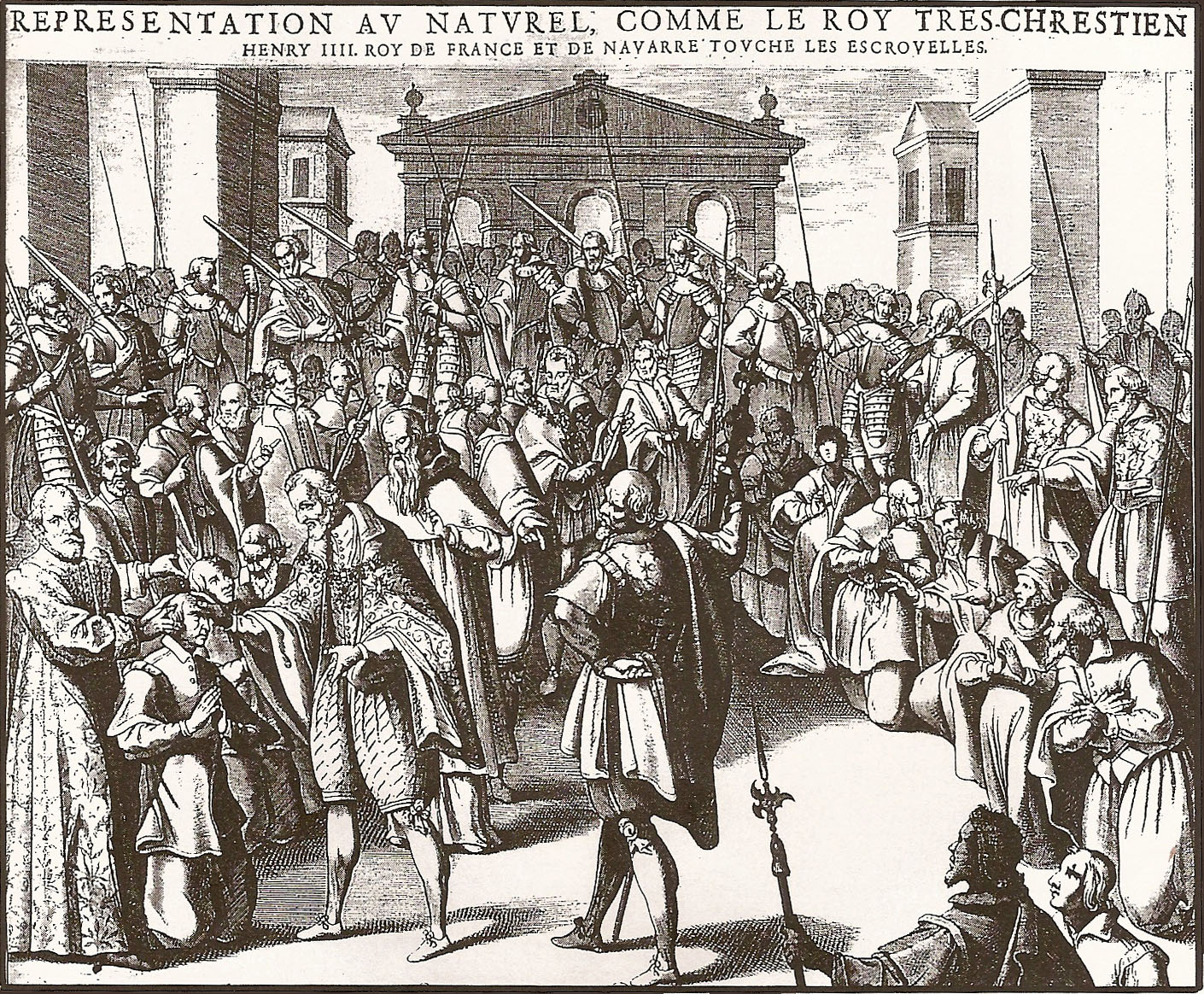
Henry IV của Pháp chạm vào nhiều cá nhân ốm yếu trong một buổi lễ "Gia ân hoàng gia".

#### Căn bệnh lãng mạn

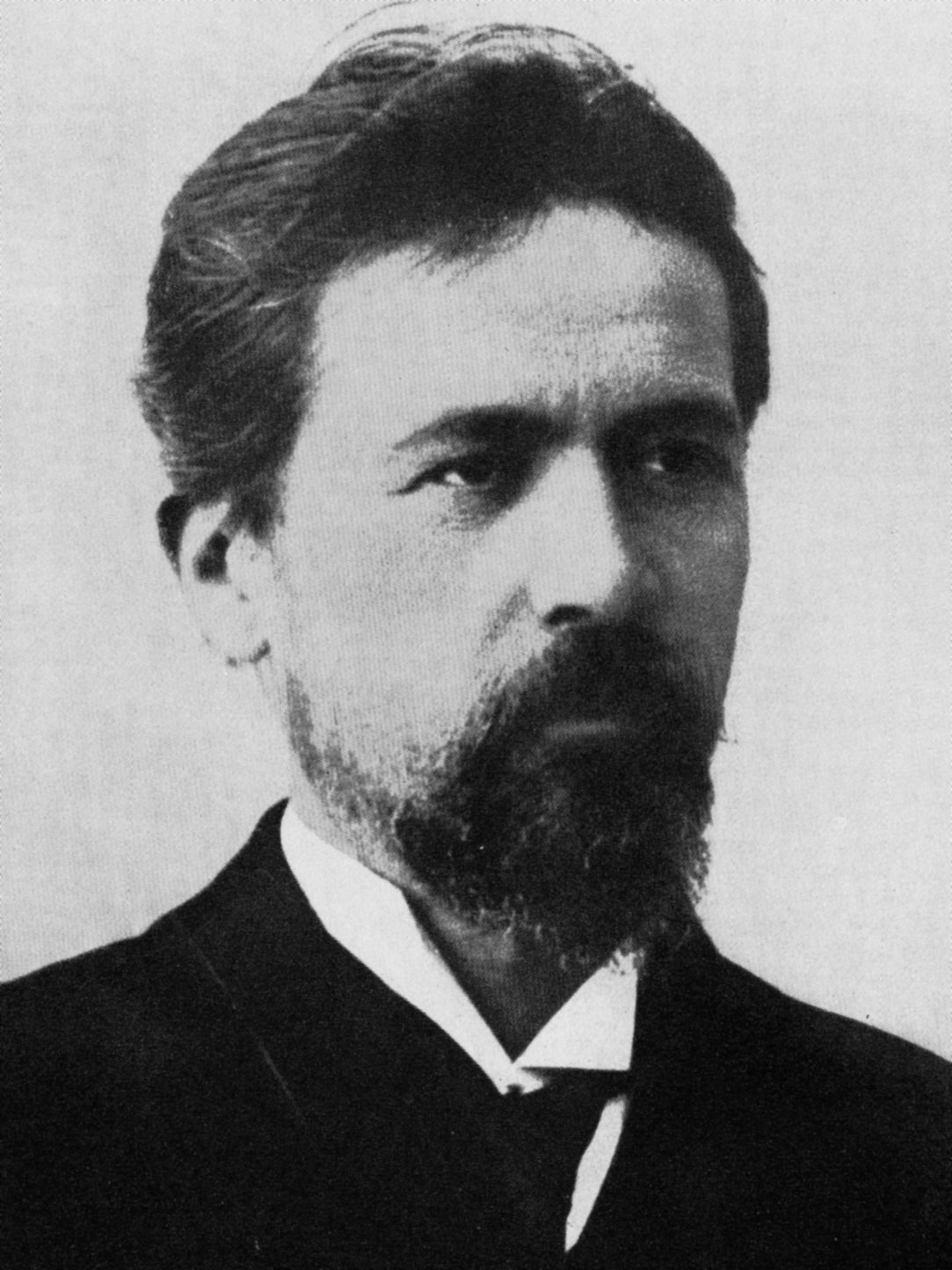
Nhà văn Nga Anton Chekhov, người chết vì bệnh lao năm 1904

#### Robert Koch tìm ra vi khuẩn lao

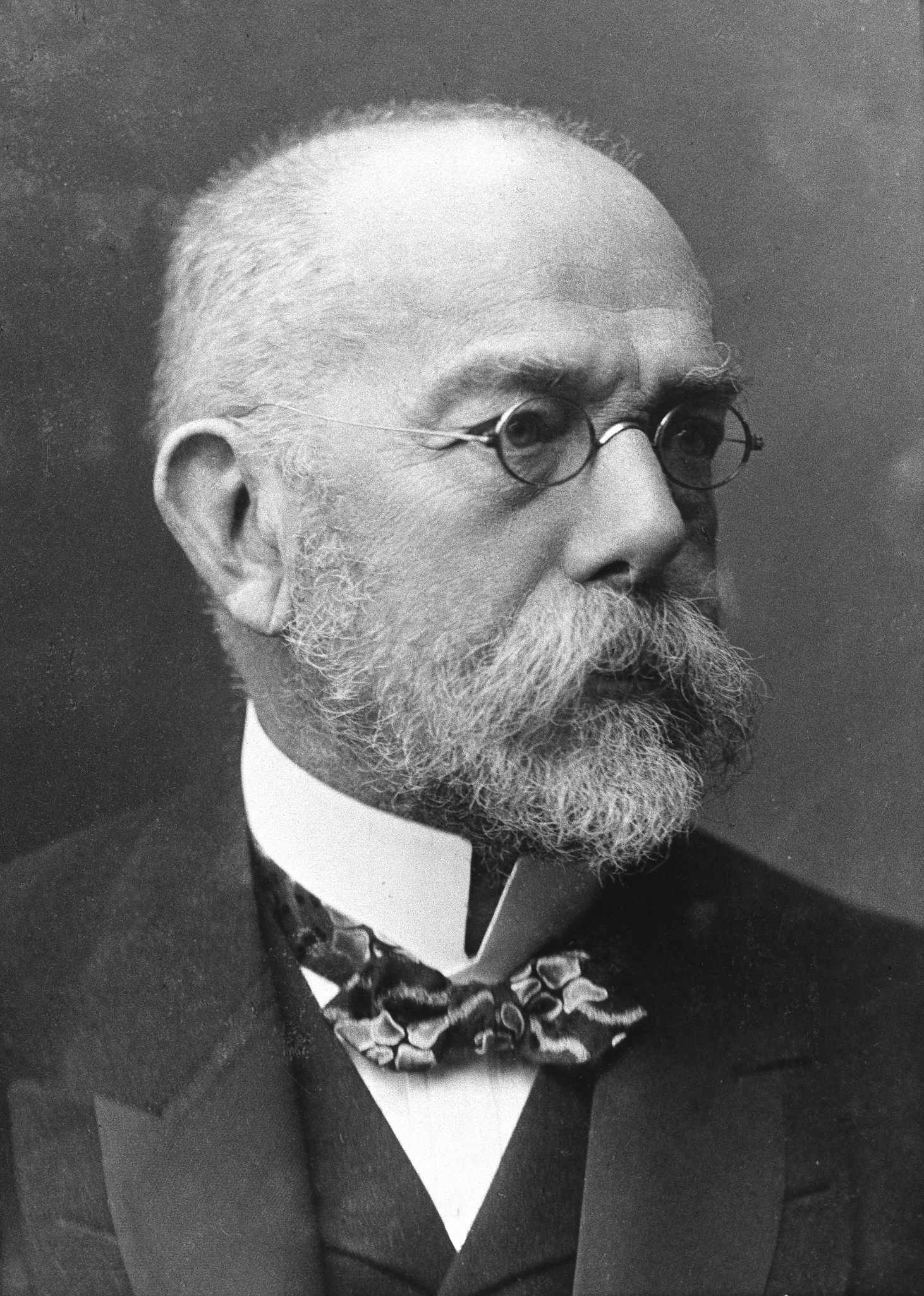
Robert Koch, nhà sinh học, bác sĩ người Phổ đã tìm ra vi khuẩn lao

#### Phong trào điều dưỡng

Bản đồ điều tra dân số năm 1950 của Aibonito, Puerto Rico, Hoa Kỳ, cho biết "Viện điều dưỡng bệnh lao" là một khu vực điều tra (Điều tra dân số) đặc biệt

#### Việc ngăn chặn

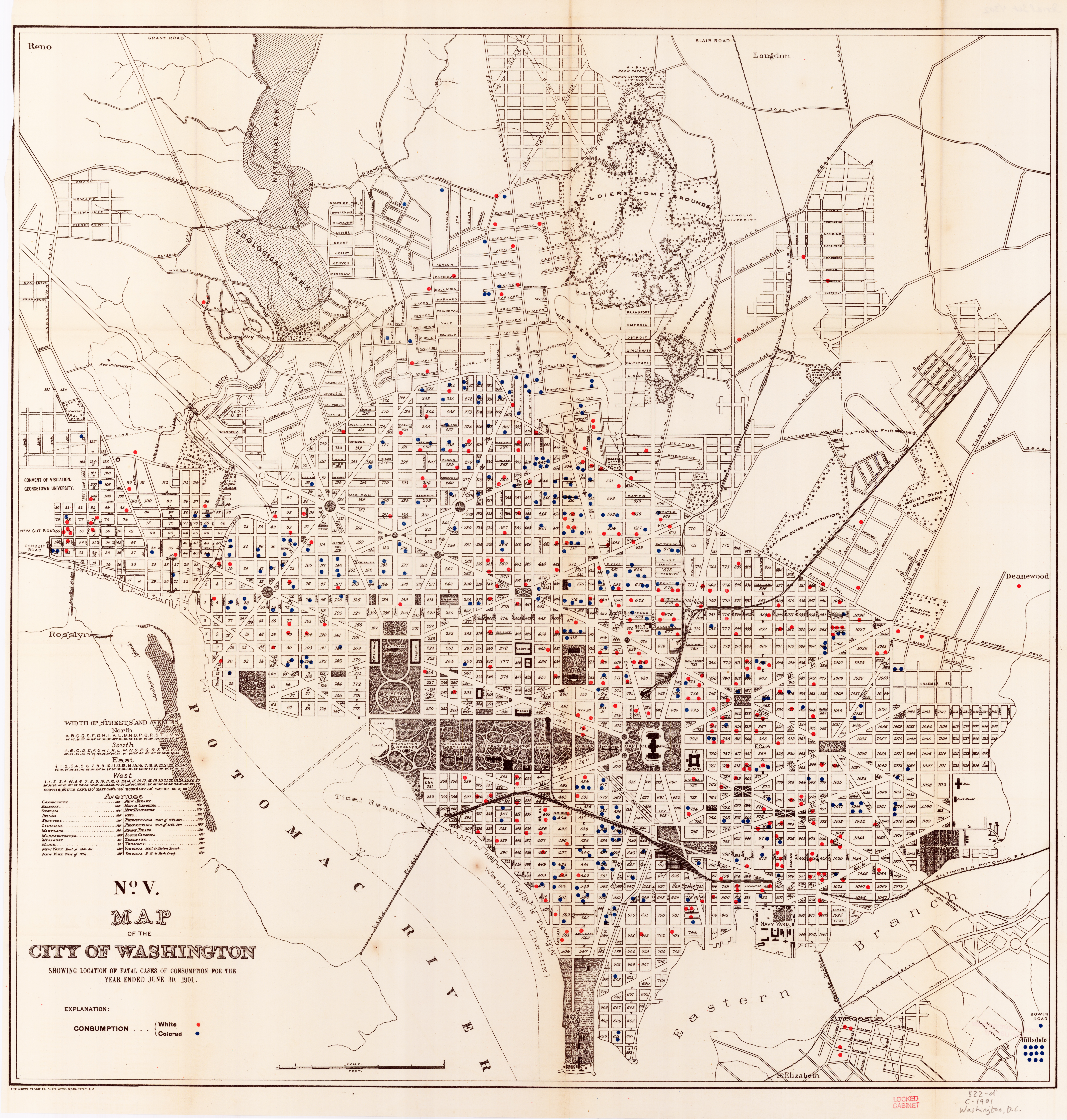
Bản đồ số ca tử vong do bệnh lao ở Washington, DC năm 1900–1901.